# 春のからっ風
「春のからっ風」（はるのからっかぜ）は、泉谷しげるの楽曲。1973年に発表され、その後も様々なバージョンがアルバムに収録されている。同年11月10日には泉谷しげる通算3枚目のシングルとして発売された。

## 解説
この曲はスタジオアルバム『光と影』で初めて発表された。

## シングル
1973年11月10日発売。

### 収録曲
（全作詞・作曲:泉谷しげる）
1. 春のからっ風
2. おー脳!!

## カバー
- アナーキー - アルバム『BEAT UP GENERATION』収録。
- 桑田佳祐（サザンオールスターズ） - 2001年2月2日に放送された『桑田佳祐の音楽寅さん 〜MUSIC TIGER〜』（フジテレビ系列）でカバー。
- 福山雅治 - ライブDVD『福山☆冬の大感謝祭 其の四 ～♂も♀もパシパシ フィコフィコ!アコギ色の冬休み～』収録。